# جيمس دوبري
جيمس دوبري (بالإنجليزية: James Dupree)‏ هو فنان أمريكي، ولد في 1950 في بيتسبرغ في الولايات المتحدة.